# Burundi na Letnich Igrzyskach Olimpijskich 2012
Burundi na Letnich Igrzyskach Olimpijskich 2012, które odbyły się w Londynie, reprezentowało 6 zawodników.
Był to piąty start reprezentacji Burundi na letnich igrzyskach olimpijskich.

## Reprezentanci

### Judo
Kobiety
| Zawodnik            | Konkurencja | 1/16                        | 1/8              | Ćwierćfinał      | Półfinał         | Repasaż 1        | Repasaż 2        | Finał            | Finał   |
| Zawodnik            | Konkurencja | Przeciwnik Wynik            | Przeciwnik Wynik | Przeciwnik Wynik | Przeciwnik Wynik | Przeciwnik Wynik | Przeciwnik Wynik | Przeciwnik Wynik | Pozycja |
| ------------------- | ----------- | --------------------------- | ---------------- | ---------------- | ---------------- | ---------------- | ---------------- | ---------------- | ------- |
| Odette Ntahonvukiye | -78 kg      | Audrey Koumba P 0000 - 0020 | NQ               | NQ               | NQ               | NQ               | NQ               | NQ               | NQ      |

### Lekkoatletyka
Kobiety
| Konkurencja        | Zawodniczka   | Eliminacje | Eliminacje | Ćwierćfinał | Ćwierćfinał | Półfinał | Półfinał | Finał   | Finał   |
| Konkurencja        | Zawodniczka   | Wynik      | Miejsce    | Wynik       | Miejsce     | Wynik    | Miejsce  | Wynik   | Miejsce |
| ------------------ | ------------- | ---------- | ---------- | ----------- | ----------- | -------- | -------- | ------- | ------- |
| Francine Niyonsaba | Bieg na 800 m | 2:07,57    | 22.        | —           | —           | 1:58,67  | 6.       | 1:59,63 | 7.      |
| Diane Nukuri       | Maraton       | —          | —          | —           | —           | —        | —        | 2:30:13 | 31.     |

Mężczyźni
| Konkurencja       | Zawodnik       | Eliminacje | Eliminacje | Finał    | Finał   |
| Konkurencja       | Zawodnik       | Rezultat   | Pozycja    | Rezultat | Pozycja |
| ----------------- | -------------- | ---------- | ---------- | -------- | ------- |
| Olivier Irabaruta | Bieg na 5000 m | 13:46,25   | 30.        | NQ       | NQ      |

### Pływanie
Kobiety
| Zawodniczka     | Konkurencja   | Eliminacje | Eliminacje | Półfinał | Półfinał | Finał | Finał   |
| Zawodniczka     | Konkurencja   | Czas       | Miejsce    | Czas     | Miejsce  | Czas  | Miejsce |
| --------------- | ------------- | ---------- | ---------- | -------- | -------- | ----- | ------- |
| Elsie Uwamahoro | 50 m dowolnym | 33,14      | 66.        | NQ       | NQ       | NQ    | NQ      |

Mężczyźni
| Zawodnik        | Konkurencja    | Eliminacje | Eliminacje | Półfinał | Półfinał | Finał | Finał   |
| Zawodnik        | Konkurencja    | Czas       | Miejsce    | Czas     | Miejsce  | Czas  | Miejsce |
| --------------- | -------------- | ---------- | ---------- | -------- | -------- | ----- | ------- |
| Beni Binobagira | 100 m dowolnym | 1:04,57    | 56.        | NQ       | NQ       | NQ    | NQ      |